# Вужачка звичайна
Вужа́чка звича́йна  (Ophioglossum vulgatum) — вид папоротеподібних рослин родини вужачкові (Ophioglossaceae).

## Рекомендований природоохронний статус виду
Вразливий (vulnerable – VU)

## Назва
Латинська назва вужачки — офіоглосум (походить від слів «офіс» — змія та «глосса» — язик). Дійсно, колосок вгорі на стрілці нагадує язичок вужа. Колись вважали, що цю папороть оберігає цар-вуж, який робить людину щасливою. Цю рослину використовували знахарі. Синонімічні вернакулярні назви рослини такі: ужачка звичайна, без'язичник, погане зілля, тихе зілля, язичник.

## Наукове значення
Рідкісний вид папоротеподібних, релікт пізнього плейстоцену. Рід Ophioglossum та Ophioglossumsporites відомі з покладів валанжину та альбу (131-100 млн. р. т.) території України, зокрема такі види, як Ophioglossum porosum Bolch., O. delectus Bolch. та Ophioglossumsporites multifoveolatum (Dor) M. Voronova. O. vulgatum зустрічається з невеликою часткою, починаючи з кінця періоду останнього зледеніння (AL, DR-3), в лісовій зоні сучасних східних регіонів України. У кліматичних та фітоценотичних умовах протягом вюрму евтрофні, мікротермні види були широко поширені. Проте наразі, у зв'язку зі обмеженою кількістю біотопів та зниженою конкурентоздатністю, ці рослини, серед яких і вужачка, імовірно, обмежені ділянками з оптимальним для них кліматичним чи фітоценотичним режимом. Необхідно відмітити, що серед українських зразків O. vulgatum зустрічалися деякі з рисами Ophioglossum azoricum C. Presl.

## Ареал виду та його поширення в Україні.
Загальне поширення O. vulgatum включає Скандинавію, Центральну, Атлантичну та Східну Європу, Середземномор'я, Кавказ, Урал, Сибір, Середню Азію, Іран, Японію, північно-західну частину Африки, Північну та Південну Америку.
В Україні зростає рідко на Закарпатті, Поліссі, Лісостепу й дуже рідко в Степу, гірському Криму.

## Опис
Це невелика рослина (5-20 см заввишки) з коротким косим кореневищем і товстими мичкуватими коренями. Листків 1-2, з нерозчленованими частинами. Стерильна частина листка цілісна, гола, довгаста або ланцетна. Спороносна частина довша за стерильну, подібна до стробіла, несе від 12 до 40 пар спорангіїв. Спорангії розкриваються поперечною щілиною.
Гаметофіти підземні, циліндричні двостатеві, до 6 см завдовжки, сапрофітні, розвиваються дуже повільно (1-20 років). Архегонії та антеридії занурені в тканину гаметофіта. Сперматозоїди мають численні джгутики.

## Чисельність та структура популяцій
Поширення цього вкрай малопомітного виду в Україні вивчено недостатньо. Наразі вид відомий з 404 місцезростань 24 регіонів України. До 1980 р. вид був виявлений у 150 місцезростаннях. Після 1980 р. відома з 244 локалітетів. Проте більша частина з знайдених в останні роки локусів відноситься лише до території АР Крим та Севастополя. При цьому, тільки 10 локалітетів, які існували до 1980 р., підтверджені як існуючі в наш час (після 1980 р.). O. vulgatum представлений популяціями, які складаються з значної кількості спорофітів, що мають спорофори або ні. Окремі спорофіти можуть бути пов’язані між собою горизонтальними столонами, так що компактні скупчення спорофітів можуть являти собою кореневищні клони.

## Умови місцезростання
O. vulgatum зустрічається в широкому спектрі рослинних угруповань. Цей вид бере участь в угрупованнях Molinio-Arrhenatheretea, Molinieatalia, Molinion, Querco-Fagetea, Dentario-Fagetalia, Dentario quinquefoliae-Fagion sylvaticae, Carpinion betuli, Alnetea glutionsae, Alnetalia glutinosae, Alnion glutinosae. В Україні вужачка може зростати в двох головних біотопах: лучному (перехідному) та лісовому (клімаксному). В межах рівнинної території вужачка може зростати в заплавних тополево-вербових біля-клімаксних лісах. Ця папороть може також зростати на осокових болотах, вздовж країв сфагнових боліт, на заболочених зниженнях на піщаних терасах річок вкритих сосновими насадженнями, у вологих соснових та березових лісах, у днищах ярів та реліктових проток, в межах річкових заплав, в спонтанних гаях, саджених листяних лісах та протиерозійних насадженнях, а також у лісах сформованих інтродуцентами, зокрема Robinia pseudoacacia L.  O. vulgatum зустрічається у лісовому поясі Карпат, як в букових лісах, так і на луках з різного ступеню вологості, а також як рідкісний вид на гірських луках Криму. В Україні вужачка також відома з напівприродних біотопів, зокрема з берегів меліоративних каналів, закинутих риборозплідних ставків та старих фруктових садів. Згідно польським даним, цей вид є характерним для угруповань Molinietalia caeruleae – вологих мезотрофних лук, що в певні періоди року заливаються. O. vulgatum вважається видом трав’янистих екосистем, характерним для вологих та оліготрофних угруповань союзу Molinion caeruleae, проте може інколи зустрічатися в більш мезотрофних угрупованнях Agropyro-Rumicon чи Arrhenatherion. У Франції O. vulgatum був знайдений у кількох гігрофільних дубово-ясеневих лісах, які відносилися до союзу Carpinion. O. vulgatum присутній на всіх стадіях лісового сукцесійного циклу, проте найбільш звичайний протягом початкових стадій сукцесії. Для Західної Європи вказується, що O. vulgatum воліє луки і рідше зростає у лісах. Імовірно, це відповідає ситуації в усьому лісовому поясі Європи. 

## Причини зміни чисельності
Вужачка має складний і тривалий онтогенез, слабку конкурентоспроможність, значну розрідженість в охопленні територій популяціями та часто їх нечисленність. Загрозу можуть являти також тварини, зокрема рослиноїдні копитні та молюски. В умовах Києва спорофіти O. vulgatum, часом, були дуже сильно об’їдені. Сухі сезони також лімітують кількість вегетуючих спорофітів. Проте найбільшу загрозу виду становить без сумнівів антропогенний вплив: руйнування біотопів (включаючи зарезервовані для створення заповідних територій), зміни гідрорежиму (зневоднення) біотопів, надмірний випас, заліснення сухих трав'янистих екосистем, висаджування монокультур сосни з розорюванням вихідного ґрунту та знищенням трав'яного ярусу. Біотопи вужачки в Україні дуже часто застосовуються для приватного будівництва (особливо на заплавних терасах річок). Для вужачкових папоротей показаний також деструктивний ефект вирубки дерев. Щодо впливу палів та сінокосіння даних з території України бракує. Вид  зафіксований на сінокісних луках, проте машинне сінокосіння на невеликій відстані від землі може становити для нього загрозу. 

## Режим збереження популяції та заходи охорони
Деякі автори зазначають, що ефективні методи охорони вужачкових папоротей поки що не відомі. На думку американських дослідників, активні форми охорони вужачкових, зокрема моделювання натурального порушення травостою можуть бути скоріше деструктивними і не ефективними. Зважаючи на це, вони мають застосовуватися лише в тому випадку, коли можна чітко довести їх ефективність та прогнозувати наслідки. O. vulgatum внесено до регіональних Червоних списків Києва, Київської, Закарпатської, Івано-Франківської, Львівської (категорія 3 - рідкісний вид), Рівненської, Чернівецької (зникаючий вид з високим ризиком втрати генофонду – critically endangered - CR), Чернігівської, Сумської, Житомирської, Вінницької, Полтавської (категорія ІІ – вразливий вид), Одеської (недостатньо вивчений), Дніпропетровської (категорія 1 - зникаючий вид), Херсонської (категорія ІІІ – рідкісний вид), Луганської (категорія 1 - зникаючий вид) та Харківської областей.
Вид також охороняється на території наступних об'єктів природно-заповідного фонду України: Карпатського та Чорноморського біосферних заповідників, Кримського, Ялтинського гірсько-лісового, Дніпровсько-Орільського заповідників, заповідника «Михайлівська цілина», національних природних парків: «Ужанський», «Прип’ять-Стохід», «Шацький», «Гетьманський», «Ічнянський», «Деснянсько-Старогутський», «Мезинський», «Олешківські піски», «Білобережжя Святослава», «Вижницький», регіональних ландшафтних парків (РЛП): «Нижньоворсклянський», «Міжріченський» та «Кременчуцькі плавні»; заказників загальнодержавного значення: «Урочище Кормин», «Лунківський», «Чорний Діл», «Голицький», «Каморецький», «Замглай», «Кубалач», «Великий каньйон Криму», «Аю-Даг», «Байдарський»; заказників місцевого значення: «Бобровня», «Жуків острів», «Острови Козачий та Ольжин», «Ковалівський яр», «Вишянки» та ботанічної пам'ятки природи місцевого значення «Залютинська». 
Даних об’єктів недостатньо для охорони місцезростань виду по всій території країни. У зв’язку з цим, має бути створена низка нових та розширені деякі існуючі об’єкти ПЗФ. Зокрема, необхідно включити дамбу, яка веде на Зміїні острови та гирло річки Рось до Канівського природного заповідника, створити національні парки: «Дніпровські острови» у Києві, «Дніпровський» (включаючи околиці с. Углова Рудня) та «Міжріченський» (на базі існуючого РЛП) в Чернігівській обл., «Подесіння» (з заплавою біля сіл Жукин, Воропаїв та між с. Зазим’я та Пухівка) у Чернігівській та Київській обл., «Сіверсько-Донецький» (включаючи околиці хутора Малиновий) в Луганській області та «Самарський бір» в Дніпропетровській обл. Необхідне розширення національного парку «Олешківські піски» з включенням до його складу урочища Буркутські плавні та створення нових заказників: «Тхоринський» біля с. Бігунь (Оруцький р-н.) та біля с. Барашівка (Житомирський р-н.) у Житомирській обл., «Ставковий яр» в Вишгороді, біля с. Луб’янка (Бородянський р-н.), біля с. Малий Букрин (Миронівський р-н.), у Київській обл., «Святошинські стави» на річці Нивка, «Долобецький-Горбачиха» та «Високий луг» на лівобережній заплаві та «Покал» на правобережній заплаві у Києві, в околицях с. Глибочок та між с. Спаська та с. Ревне, на північно-східному схилі полонини «Заноза» (Сторожинецький р-н.), біля сіл Куликівка, Тернавка (Герцаївський р-н.), в околицях с. Бояни, в балці Гуків (Новоселицький р-н.), біля с. Валя Кузьмина (Глибоцький р-н.), на г. Цецино в Чернівцях, у Чернівецькій обл., біля с. Селець в заплаві р. Рата (Сокальський р-н.), на болоті біля с. Княжий Міст (Мостиський р-н.), біля м. Броди, біля с. Боратин (Бродівський р-н.) у Львівській обл., біля с. Мала Андруга (Кременецький р-н.) у Тернопільській обл., в околицях с. Тур`я Поляна, на полонині Рівна (Перечинський р-н.), на підйомі на гору Анталовецька поляна біля с. Невицьке (Ужгородський р-н.) у Закарпатській обл., біля с. Затишшя (Шацький р-н.), в околицях c. Хотешів (Камінь-Каширський р-н.) у Волинській обл., біля с. Срібне (Радивилівський р-н.) у Рівненській обл., у 58 кварталі Дружбівського л-ва, біля с. Білиця (Ямпільський р-н.) Сумської обл., біля с. Скитьки (Ріпкинський р-н.), біля с. Іванине (Семенівський р-н.) у Чернігівській обл., в урочищі «Новожаново» у Харкові, в заплавному лісі Діївських плавнів та Сугаківському лісі біля селища Кировського у м. Дніпрі, заказник «Пилипцеві озера» (Олешківський р-н.) у Херсонській обл., в околицях с. Руське (Білогірський р-н.) в Криму.
У зв’язку з статусом рослини, яка є рідкісною та скорочує своє поширення по всій Україні, а також внесена до Червоних списків 17 регіонів України, вид має бути включений до Червоної книги України як вразливий (VU). Ця рекомендація збігається з висновками інших вітчизняних фахівців та відповідає досвіду поруч розташованих європейських держав, таких як Польща, Словаччина чи Чехія, де як і в Україні цей вид поширений по всій території, проте є вразливим до антропогенного впливу. Окрім того відсутність червонокнижного статусу не дозволяє забезпечити охорону місцезростань виду поза об’єктами природно-заповідного фонду, а також включити вид до дослідницьких програм з моніторингу рідкісних видів. Необхідна перевірка місцезнаходжень та налагодження їх моніторингу. Потрібно також вивчити приналежність деяких українських популяцій до виду O. azoricum і, у випадку підтвердження, також взяти цей вид під охорону.
Вид занесений до Червоних книг Вірменії, Молдови і Туркменістану, а також регіону (фізико-географічної країни) Східна Фенноскандія.

## Розмноження та розведення у спеціально створених умовах
Наявний деякий досвід культивування виду.

## Господарське та комерційне значення
Декоративне, лікарське.